# Bellevue Investments
Die Bellevue Investments GmbH & Co. KGaA ist eine Investment Holding-Gesellschaft mit zahlreichen Tochtergesellschaften und Beteiligungen im In- und Ausland. Diese haben unterschiedliche Geschäftsmodelle und beschäftigen sich mit Software, Online-Diensten, Unterhaltungs- und Content-Angeboten sowie Immobilien- und Finanzanlagen. Die Beteiligungen beschäftigen ca. 350 Mitarbeiter.

## Geschichte
Das Unternehmen wurde 1993 durch Jürgen Jaron, Dieter Rein und Erhard Rein in München unter dem Namen MAGIX gegründet. Im Jahr 1998 beteiligten sich die beiden Dresdner Softwareentwickler Tilman Herberger und Titus Tost. Im selben Jahr wurde der Verwaltungssitz nach Berlin verlegt. 2001 wurde die Unternehmensform von einer GmbH in eine AG geändert. Am 6. April 2006 ging die MAGIX AG an die Börse. Die Aktien der MAGIX AG waren im amtlichen Markt sowie im Prime Standard der Frankfurter Wertpapierbörse notiert. Das operative Multimedia-Software-Geschäft wurde 2012 mit Zustimmung der Hauptversammlung im Wege einer Ausgliederung auf die Tochtergesellschaft MAGIX Software GmbH übertragen. Seitdem fungiert die Gesellschaft als reine Investmentholding. Nach einem Wechsel in den Entry Standard 2012 stellte die MAGIX AG im Mai 2014 einen Antrag zum Widerruf der Zulassung zum Freiverkehr mit einem Börsenrückzug zum 30. November 2014. Am 23. Juni 2015 erfolgte ein Formwechsel zur MAGIX GmbH & Co. KGaA per Eintrag in das Handelsregister am Amtsgericht Charlottenburg. Seit April 2016 trägt die Holding den Namen Bellevue Investments GmbH & Co. KGaA.

## Tochterunternehmen und Beteiligungen

### MAGIX Software GmbH
Die MAGIX Software GmbH ist eine Minderheitsbeteiligung der Bellevue Investments GmbH & Co. KGaA. Im Geschäftsjahr 2017/18 wurde die Mehrheit an der Gesellschaft veräußert MAGIX ist ein international tätiger Softwarehersteller mit den Schwerpunkten Videoschnitt und Musikerstellung. Das Unternehmen hat seinen Hauptsitz in Berlin. Weitere Standorte sind Dresden und Lübbecke in Deutschland, Huizen in den Niederlanden, Hemel Hempstead im Vereinigten Königreich, Markham in Kanada, Reno und Madison in den USA sowie Hangzhou in China. Im Mai 2016 erwarb MAGIX die Produkte Acid Pro, Vegas Pro, Movie Studio, Sound Forge Pro, Sound Forge Audio Studio und SpectraLayers aus der Sony Creative Software-Produktreihe.

### Xara GmbH
Die Xara GmbH (vormals MAGIX Online Services GmbH) ist die Muttergesellschaft der Xara Gruppe (mit den Tochtergesellschaften The Xara Group Ltd. und iXara Ltd. in Großbritannien) und eine Software-Entwicklungsgesellschaft mit Sitz in Berlin.

### The Xara Group Ltd.
Die The Xara Group Ltd. ist einer Tochtergesellschaft der Xara GmbH mit Hauptsitz in Hemel Hempstead. Xara stellt SaaS Dokumenten-Managementlösungen und Grafiksoftware her. Bekannt wurde Xara vor allem mit dem Programm Xara Designer Pro und der Dokumenten-Managementlösung.
Das Unternehmen wurde im Jahr 1981 gegründet und entwickelte zu Anfang für verschiedene Systeme, zum Beispiel den Atari ST, den BBC Micro oder Acorn Archimedes. Dort entstand auch „ArtWorks“, der direkte Vorgänger von Xara Xtreme. Ab 1996 entwickelte Xara für Windows.
Die Programme werden international sowohl unter Lizenz (über MAGIX) als auch unter der Bezeichnung Xara vermarktet.

### mufin GmbH
mufin (ausgesprochen wie Muffin) steht für „Music-Finder“. Die mufin GmbH ist seit dem Jahr 2007 vollständig im Besitz von Bellevue Investments. Bereits im Jahr 2005 übernahm Bellevue Investments 66 % an der m2any GmbH, Garching, welche seit der Übernahme 2007 unter mufin GmbH firmiert und ihren Sitz in Berlin hat. Hervorgegangen ist die m2any GmbH aus einem Forschungsprojekt des Fraunhofer-Instituts für Integrierte Schaltungen, das als Erfinder des MP3-Formats gilt.
Die Technologien von mufin basieren auf der AudioID – einem akustischen Fingerabdruck, der die schnelle Erkennung von Musikstücken und anderen Audiosignalen ermöglicht. Die AudioID ist Bestandteil des Standards MPEG-7.
Neben der Musikerkennung arbeitet mufin auf dem Gebiet der Automatic Content Recognition, die als Dienst zum Beispiel in Second-Screen-Anwendungen eingebaut werden kann.

### Loudly GmbH
Die Loudly GmbH (vormals JAM Just add music GmbH) wurde im Jahr 2011 mit Sitz in Berlin gegründet. Sie entwickelte zunächst Anwendungen für mobile Geräte, z. B. den Music Maker Jam und Loudly für Windows, iOS und Android. Seit 2020 entwickelt das Unternehmen eine KI-gestützte Musikplattform, die es ermöglicht, Musik zu entdecken, zu generieren und anzupassen, um sie in digitalen Projekten im Internet zu verwenden. Die KI-Technologie ermöglicht dem Anwender, Musikkreationen in wenigen, einfachen Schritten zu nutzen.

### Expert Systems AG – ProvenExpert
Die Expert Systems AG wurde im Jahr 2011 gegründet und betreibt das Dienstleisterbewertungsportal provenexpert.com, eine Plattform für Empfehlungsmarketing, Bewertungsaggregation und Kundenzufriedenheitsanalyse. 2017 ist das Unternehmen laut eigener Pressemitteilung einer der führenden Anbieter in seinem Segment. 2024 beschreibt Tagesschau.de ProvenExpert als „immer wieder in der Kritik“ stehend.

### Bellevue Property & Bellevue Immobilien
Die Bellevue Property GmbHs und die Bellevue Immobilien GmbHs sind Immobilien-Objektgesellschaft mit Gewerbe- und Wohnimmobilien in Dresden und Berlin.

### Übersicht der Beteiligungen
Die folgenden Gesellschaften gehören mehrheitlich zur Bellevue-Gruppe:
- APPIC LABS GmbH, Berlin, Deutschland
- Bellevue Immobilien GmbH, Zossen, Deutschland
- Bellevue Immobilien 2 GmbH, Zossen, Deutschland
- Bellevue Property GmbH, Zossen, Deutschland
- Bellevue Property 1 GmbH, Zossen, Deutschland
- Bellevue Property 2 GmbH, Zossen, Deutschland
- Bellevue Property 3 GmbH, Zossen, Deutschland
- Bellevue Property 4 GmbH, Zossen, Deutschland
- Bellevue Beteiligungs GmbH, Zossen, Deutschland
- Expert Systems AG, Berlin, Deutschland
- Goya Baleares S.L., Mallorca, Spanien
- Loudly, Berlin, Deutschland
- mufin GmbH, Berlin, Deutschland
- Sequoia Ltd., Hemel Hempstead, Großbritannien
- Sharea Ltd., Hemel Hempstead, Großbritannien
- Xara GmbH, Berlin, Deutschland
- iXara Ltd., Basingstoke, Hampshire, Großbritannien (indirekte Beteiligung über die Xara GmbH)
- The Xara Group Ltd., Basingstoke, Hampshire, Großbritannien (indirekte Beteiligung über die Xara GmbH)

An die folgenden Gesellschaften hält die Bellevue-Gruppe Minderheitsbeteiligungen:
- MAGIX Software GmbH, Berlin, Deutschland
- MAGIX Computer Products International Corp. Reno, Nevada, USA (indirekte Beteiligung über die MAGIX Software GmbH)
- MAGIX Entertainment B.V. Huizen, Niederlande (indirekte Beteiligung über die MAGIX Software GmbH)
- Numecent Corp., Irvine, USA

## Nachweise und Quellen
1. 1 2 3 4 5  Bundesanzeiger Konzernabschluss zum Geschäftsjahr 2019/2020
2. ↑  Bundesanzeiger Geschäftsbericht 2016
3. ↑  Unternehmensmeldung zum IPO auf dgap.de
4. ↑  Unternehmensmeldung zur Ausgliederung des operativen Geschäfts der MAGIX AG in die MAGIX Software GmbH auf dgap.de
5. ↑  Unternehmensmeldung zum Wechsel vom Prime Standard in den Entry Standard auf dgap.de
6. ↑  Unternehmensmeldung zum Börsenrückzug der MAGIX AG auf dgap.de
7. ↑  Pressemitteilung der Capiton AG – Website der Capiton AG, abgerufen am 3. September 2018.
8. ↑  Standorte von MAGIX – Website der Magix Software GmbH, abgerufen am 27. Januar 2022.
9. ↑  Pressemitteilung von Sony Creativ Software über die den Verkauf des Großteils der SCS-Produkte an MAGIX
10. ↑  Xara Products – Xara.com, abgerufen am 2. Februar 2020.
11. ↑  Corinna Wnuck: Meldung zur vollständigen Übernahme von m2any. In: www.finance-magazin.de. Finance-magazin.de, 27. Juli 2007, ehemals im Original (nicht mehr online verfügbar); abgerufen am 18. März 2023. (Seite nicht mehr abrufbar. Suche in Webarchiven)
12. ↑  Use Case Overview. Use Cases for Audio Identification and Music Recommendation. In: www.mufin.com. mufin GmbH, abgerufen am 15. Oktober 2024 (englisch).
13. ↑  Create awesome music in seconds | AI Music Studio. In: Loudly. Abgerufen am 3. Februar 2022 (amerikanisches Englisch).
14. ↑  Artikel über künstliche Intelligenz bei der Musikerstellung auf djtechtools.com
15. ↑  Unternehmensdarstellung auf provenexpert.com, abgerufen am 28. August 2017.
16. ↑  Stefanie Möser, Sabrina Völkel: Weitere erfolgreiche Finanzierung für ProvenExpert.com. Berliner Startup Expert Systems wandelt in AG um. In: www.assekuranz-info-portal.de. 1. September 2017, archiviert vom Original (nicht mehr online verfügbar) am 18. März 2023; abgerufen am 18. März 2023.
17. ↑  Wulf Rohwedder: Bezahlte Lobeshymnen: Wie Medien ihre Glaubwürdigkeit riskieren. tagesschau.de, 29. August 2024, abgerufen am 31. August 2024.
18. ↑  Aktuelle Projekte. In: www.bellevue-property.de. Bellevue Investments GmbH & Co. KGaA, abgerufen am 14. April 2024.